# Hōjō Sōun

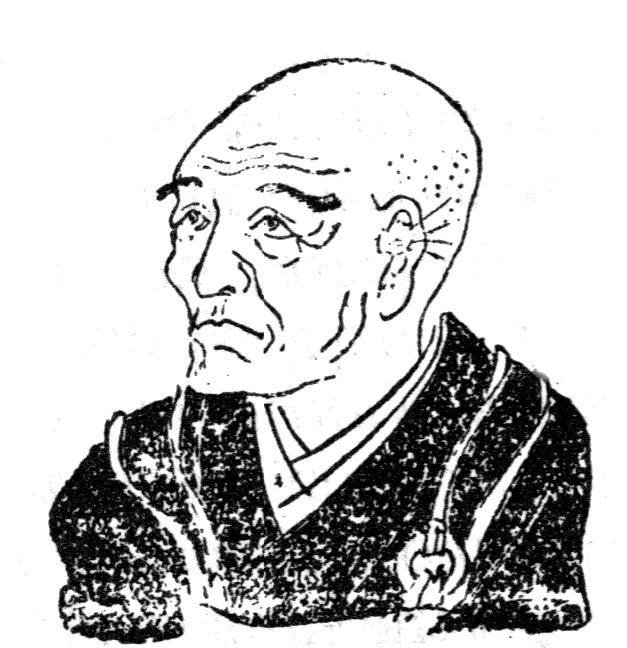
Hōjō Sōun

Hōjō Sōun (japanisch 北条 早雲, auch Hōjō Nagauji (北条 長氏) genannt; geboren 1432; gestorben am 8. September 1519) war ein japanischer Feldherr in der Muromachi-Zeit und Begründer der Späteren Hōjō.

## Leben und Wirken
Sōun wurde in der Provinz Suruga geboren und hieß zunächst Ise Shinkurō (伊勢 新九郎). Er diente ab 1475 Imagawa Yoshitada (今川義忠; 1436–1476) und dessen Sohn Ujichika (今川氏親; 1471–1526) und war anfangs Verwalter der Burg Hachiman-yama (八幡山城), dann der Burg Kōkokuji. Als Ashikaga Masatomo (足利 政知) 1491 von seinem eigenen Sohn Chacha-maru (足利茶々丸; 1470–1498) ermordet wurde, zog Sōun gegen diesen ins Feld, tötete ihn, nahm die Provinz Izu in Besitz und ließ sich auf der Burg Nirayama (韮山城) nieder. Er verheiratete seinen Sohn Ujitsuna mit einer Nachfahrin der alten Hōjō und änderte seinen eigenen Namen in Hōjō. Er schor dann sein Haupt und nannte sich Sōun.
In der Zeit, als zwei der Uesugi-Klans, nämlich die Yamanouchi und der Ōgigayatsu-Zweig der Uesugi sich gegenseitig bekämpften, bot Sōun an, zwischen Ōgigayatsu Sadamasa (扇谷 定正; 1443–1493) und Yamanouchi Akisada (山内 顯定; 1454–1510) zu vermitteln. Nachdem er in die Provinz Sagami eingedrungen war, übernahm er 1495 die Burg Odawara und machte sie zu seinem Sitz. 1510, als Akisada von Nagao Tamekage († 1540) besiegt und getötet worden war, verloren die Uesugi allmählich an Macht, so dass Sōun seinen Besitz vergrößern konnte. Er belagerte Miura Yoshiatsu (三浦 義厚; † 1518) in seiner Burg Arai (新井城) und nahm sie 1518 ein, wodurch er die ganze Provinz Sagami beherrschte. Er starb im folgenden Jahr auf seiner Burg Nirayama im Alter von 88 Jahren.
Hōjō Sōun war nicht nur ein bemerkenswerter Feldherr, sondern auch ein hervorragender Administrator. Er hinterließ ein Gesetzbuch mit 21 Kapiteln, das seine Weitsicht und sein politisches Talent widerspiegelt.